# Hauskirchen
Hauskirchen è un comune austriaco di 1 250 abitanti nel distretto di Gänserndorf, in Bassa Austria.